# Wyschtscha Liha (Unihockey)
Die Wyschtscha Liha ist die höchste Spielklasse im ukrainischen Floorball (Unihockey). Amtierender Meister ist der FBC Lemberg. 

## Mannschaften 2024/25
In der Saison 2024/25 sind acht Mannschaften in der Wyschtscha Liha vertreten:
| Mannschaft          | Heimatstadt   |
| ------------------- | ------------- |
| FBC Lemberg         | Lwiw          |
| FSC Zhoda           | Lwiw          |
| FLC Iceberg         | Luzk          |
| CFLC Chosen         | Schdenijewo   |
| FLC Skif            | Nowyj Rosdil  |
| Worony Sumy         | Sumy          |
| Kiew Floorball Club | Kiew          |
| SFC Yantar          | Nowojaworiwsk |

## Bisherige Saisons
| Jahr | Meister                                                 | 2. Platz                                                | 3. Platz                                                |
| ---- | ------------------------------------------------------- | ------------------------------------------------------- | ------------------------------------------------------- |
| 2015 | FBC Skala Melitopol                                     | FLC Skif                                                | SFC Ternopil                                            |
| 2016 | FBC Skala Melitopol                                     | FLC Skif                                                | FBC Lemberg                                             |
| 2017 | FBC Skala Melitopol                                     | FLC Storm Ternopil                                      | FBC Lemberg                                             |
| 2018 | FBC Skala Melitopol                                     | FLC Storm Ternopil                                      | FBC Lemberg                                             |
| 2019 | FBC Lemberg                                             | FBC Skala Melitopol                                     | FLC Yantar                                              |
| 2020 | FBC Lemberg                                             | FBC Skala Melitopol                                     | FLC Storm Ternopil                                      |
| 2021 | FLC Storm Ternopil                                      | FBC Lemberg                                             | FBC Skala Melitopol & FLC Iceberg                       |
| 2022 | nicht ausgetragen (Russischer Überfall auf die Ukraine) | nicht ausgetragen (Russischer Überfall auf die Ukraine) | nicht ausgetragen (Russischer Überfall auf die Ukraine) |
| 2023 | FBC Lemberg                                             | FLC Storm Ternopil                                      | FLC Skif                                                |
| 2024 | FBC Lemberg                                             | FSC Zhoda                                               | FLC Storm Ternopil                                      |
| 2025 | FBC Lemberg                                             | FLC Yantar                                              | FLC Iceberg                                             |